# Чамац на Тиси
Чамац на Тиси је шлагер, односно забавна пјесма коју је 1955. у ФНР Југославији компоновао Дарко Краљић.
Пјесма је написана за дуетско извођење. У дуету су је изводили Оливера Марковић и Душан Јакшић, затим Лола Новаковић и Драган Антић и други. Поред дуета, изводио је и дјечји хор Колибри, хор Свилен конац и колегијум, Легенде, Добри момци из Подгорице, Шинобуси из Новог Сада, Милош Радовић, Дебели лад, Београдски акустични оркестар, Дел арно бенд, Шине и многи други.